# Hans Trass
Hans-Voldemar Trass (ur. 2 maja 1928 w Tallinnie, zm. 14 lutego 2017) – estoński ekolog i botanik. Od 1975 roku był członkiem Estońskiej Akademii Nauk.
Syn Hartmuta i Olgi. W 1952 ukończył studia na Uniwersytecie w Tartu, w 1955 został magistrem tej uczelni (tytuł pracy magisterskiej: „Lääne-Eesti madalsoode floora ja vegetatsioon”), a w 1969 doktorem (tytuł doktoratu: „Eesti lihhenofloora”). Od 1994 był emerytowanym profesorem tego uniwersytetu. W 1997 został członkiem zagranicznym Rosyjskiej Akademii Nauk Przyrodniczych.
W latach 1964–1973 i 1985–1991 był przewodniczącym, a w latach 1973–1976 sekretarzem Estońskiego Towarzystwa Przyrodników. W 1988 został członkiem honorowym, a w 1991 prezesem honorowym tej organizacji.
W 1992 roku nagrodzony medalem Achariusa. W 1998 roku odznaczony Orderem Gwiazdy Białej III klasy. W 2006 roku został honorowym obywatelem Tartu. Prowadził badania lichenologiczne nie tylko w Estonii, ale też przewodniczył wyprawom m.in. w trudno dostępne rejony Rosji, takie jak Kamczatka, góry Sichote-Aliń czy półwysep Tajmyr.
W 1965 roku poślubił Raine Loo; miał córkę Riinę (ur. 1955; z pierwszego małżeństwa z Virve Luide) i syna Toomasa (ur. 1966). Doczekał się również czworga wnuków. Oprócz ojczystego języka estońskiego posługiwał się także angielskim, włoskim, łaciną, niemieckim i rosyjskim.